# Vyšná Jablonka
Vyšná Jablonka – wieś (obec) na Słowacji położona w kraju preszowskim, w powiecie Humenné. Pierwsze wzmianki o miejscowości pochodzą z roku 1436.
Według danych z dnia 31 grudnia 2012, wieś zamieszkiwało 65 osób, w tym 34 kobiety i 31 mężczyzn.
W 2001 roku rozkład populacji względem narodowości i przynależności etnicznej wyglądał następująco:
- Słowacy – 52,38%
- Rusini – 38,1%
- Ukraińcy – 9,52%

Ze względu na wyznawaną religię struktura mieszkańców kształtowała się w 2001 roku następująco:
- Katolicy rzymscy – 13,1%
- Grekokatolicy – 21,43%
- Prawosławni – 64,29%